# Andrzej Bańkowski
Andrzej Jan Bańkowski (ur. 5 stycznia 1931 w Łodzi, zm. 28 stycznia 2014) – polski językoznawca, etymolog, filolog i onomasta.
Doktor habilitowany, kierownik Zakładu Historii Języka na Wydziale Filologiczno-Historycznym Akademii im. Jana Długosza w Częstochowie, autor informacji o pochodzeniu wyrazów (etymologii) do Słownika wyrazów obcych (1995), autor trzytomowego Etymologicznego słownika języka polskiego, którego pierwsze dwa tomy zostały wydane przez Wydawnictwo Naukowe PWN w 2000 r., a pierwsza część trzeciego (litera R) została wydana pośmiertnie w roku 2014 przez inne wydawnictwo. Słownik ten wzbudził znaczne kontrowersje w środowisku językoznawców.

## Życiorys
Urodził się w Łodzi jako drugie dziecko Kazimierza Wacława Bańkowskiego i Heleny z Frydeckich, w rodzinie o dawnych tradycjach wojskowych. Jego ojciec był kapitanem korpusu intendentów, dziadek Jan oficerem 4. Dywizji Kawalerii, zaś pradziad Ignacy Bańkowski herbu Ostoja, urodzony w Kalwarii Litewskiej, był porucznikiem piechoty i adiutantem Tadeusza Kościuszki.
Szkołę podstawową ukończył w Łodzi. W 1945 roku rozpoczął naukę w Gimnazjum i Liceum im. Bolesława Chrobrego w Piotrkowie Trybunalskim. W 1949 roku opuścił szkołę, wyjechał do Łodzi i zdał tam egzamin maturalny przed państwową komisją egzaminacyjną. W 1949 wstąpił do zakonu Jezuitów, w 1955 zrezygnował ze stanu kapłańskiego (subdiakonatu), będąc wcześniej wyświęcony na akolitę. W latach 1951–1954 studiował filozofię na Wydziale Filozoficznym Towarzystwa Jezusowego w Krakowie uzyskawszy tytuł kościelnego licencjata filozofii (równoważny magisterium). W latach 1956–1961 studiował filologię klasyczną (specjalizacja: hellenistyka) na Uniwersytecie Warszawskim uzyskawszy tytuł magistra na podstawie napisanej po łacinie pracy De participiis Graecis in casu recto absolute usurpatis. W 1974 uzyskał na Uniwersytecie Warszawskim stopień doktora na podstawie pracy Funkcja polskich partykuł limitatywnych. W 1982 otrzymał stopień doktora habilitowanego na podstawie obronionej na Uniwersytecie Śląskim rozprawy Zmiany morfemiczne w toponimii polskiej. W latach 1962–1972 pracował jako nauczyciel języków obcych w piotrkowskich liceach.
W latach 1972–2002 pracował w Wyższej Szkole Pedagogicznej (obecnie Uniwersytet Humanistyczno-Przyrodniczy im. Jana Długosza w Częstochowie), pełniąc m.in. funkcje prodziekana i dziekana Wydziału Filologiczno-Historycznego oraz kierownika Instytutu Filologii Polskiej i Zakładu Języka Polskiego. Zasłużony profesor tej uczelni, twórca i organizator częstochowskiej szkoły lingwistycznej. Od 1971 należał do Polskiego Towarzystwa Językoznawczego, od 1976 do Komisji Językowej PAN w Katowicach, a w latach 1978–1987 do Komitetu Językoznawczego PAN w Warszawie.

## Badania i osiągnięcia w językoznawstwie
Główne zainteresowania naukowe Andrzeja Bańkowskiego skupiały się na etymologii i onomastyce polskiej. Jego obszerny Etymologiczny słownik języka polskiego, choć niedokończony, stanowi najpełniejszy i najważniejszy słownik etymologiczny języka polskiego, a zarazem jeden z głównych słowników etymologicznych w obrębie języków słowiańskich. Słownik ten, planowany najpierw jako dwutomowy, rozrósł się następnie do czterech tomów (sama litera „S” obejmuje jeden tom), a w przypadku jego dokończenia posiadałby także tom piąty. Autor, w trakcie prac nad edycją tomu z literą „R”, zmienił przy tym tytuł słownika na „Etymologiczny słownik mowy polskiej” (nie „języka”), zgodnie ze swym założeniem, że słowa objaśniane etymologiczne są jednostkami mowy, nie języka. Język stanowi kod mowy, system znaków kodujących wyrazy, natomiast tym, co wypełnia ten kod żywymi wyrazami, jest mowa. Stąd też autor słownika przykładał dużą wagę, by zawrzeć w nim szeroki zasób słownictwa z mowy potocznej. Słownik ten wyróżnia jednak przede wszystkim włączenie doń jako wyrazów hasłowych także słów niepoświadczonych literacko, a zachowanych jedynie śladowo w toponimach staropolskich, uwzględnianie różnic dialektalnych występujących w języku staropolskim (zwłaszcza akcentowanie cech językowych – różnic i podobieństw – w dialektach dwóch głównych polskich plemion, Lędzian i Polan), oraz praktyczny cel słownika, mającego prostować wszelkie narosłe mity językowe i naukowe nieścisłości.
Jako onomasta Andrzej Bańkowski ceniony jest zwłaszcza za swą nowatorską rozprawę habilitacyjną Zmiany morfemiczne w toponimii polskiej, będącej swego rodzaju „gramatyką” tej dyscypliny, oraz za szereg (ponad pięćdziesiąt) artykułów i recenzji opublikowanych głównie w czasopismach naukowych „Poradnik Językowy”, „Język Polski”, „Onomastica”, „Slavia Occidentalis”, „Studia z Filologii Polskiej i Słowiańskiej”, oraz w zeszytach naukowych kilku polskich uczelni. Badał nieregularne zjawiska fonetyczne (metatezę, epentezę, kontrakcję) w toponimii oraz niefonetyczne zjawiska rozwojowe, zwłaszcza w ojkonimii polskiej. Zasłynął rekonstruując wiele ważnych apelatywów staropolskich na podstawie nazw geograficznych, oraz omawiając liczne ciekawe relikty leksykalne w nazewnictwie staropolskim. Równolegle dopracował i twórczo rozwinął metodykę prowadzenia tych badań (m.in. ustalanie poprawnej lekcji staropolskich nazw osobowych). Szczegółowo omawiał również nazewnictwo Bulli gnieźnieńskiej, imiona pierwszych Piastów oraz średniowieczne przydomki królów i książąt polskich. W onomastyce polskiej uważany jest za tego, który wywarł największy wpływ na obecną generację polskich badaczy w obrębie tej dyscypliny.
Oprócz etymologii i onomastyki Andrzej Bańkowski opublikował także szereg prac gramatycznych, semantycznych i z zakresu słowotwórstwa polskiego, a także kilka prac z teorii języka. Napisał również kilka artykułów z religioznawstwa, które opublikował w czasopiśmie „Euhemer” (1962–1964). Ceniony polski językoznawca, profesor Leszek Bednarczuk ujął syntetycznie wkład Andrzeja Bańkowskiego w językoznawstwo polskie następująco: (...) oryginalny badacz etymologii i onomastyki, którą wprowadził do swojego słownika etymologicznego. Opinie krytyczne o słowniku nie dotyczą objaśnień etymologicznych.

## Poglądy społeczne
Andrzej Bańkowski posiadał dwie maksymy życiowe, którym był wierny zarówno w pracy naukowej, jak i w swoich poglądach pozanaukowych: «Nie ma mnie dla mnie» oraz «Obsto ergo sum». Pierwsza mówi o tym, że nic nie robił on interesownie, a druga, że kierował się w swoim życiu zasadą bycia na przekór wszelkiemu złu – wobec tego także przeciw złu, błędom, zafałszowaniom i ignorancji w nauce. W poglądach religijnych, choć wychowany w tradycji chrześcijańskiej (katolickiej), uważał się za niezależnego teognostę. Jego teognozja – wiedza o tym,  czym Bóg jest, a czym na pewno nie jest – zbliżała się z jednej strony do greckiej teologii negatywnej, a z drugiej do teologii hinduizmu przez afirmację Boga jako czystego Absolutu.

## Rodzina
Żona Alicja, z domu de Mezer (ślub w 1962). Dzieci: córka Ariadna Siemirada (ur. 1963), syn Adrian Jarowit (ur. 1965) i córka Artemia Dobiesława (ur. 1971). Rodzeństwo nosi imiona starogreckie i tzw. życzące staropolskie.

## Inne zainteresowania i ciekawostki
Andrzej Bańkowski był również zapalonym wędrowcem i krajoznawcą. Robił długie piesze wyprawy, zwłaszcza w lasy nadpilickie, lasy ziemi piotrkowskiej, lasy okolic Częstochowy i po Jurze Krakowsko-Częstochowskiej.
Od czasu studiów – wykładów z filologii indyjskiej u profesora Eugeniusza Słuszkiewicza – przyjaźnił się z Robertem Stillerem, cenionym polskim tłumaczem i literatem.
Ulubionym polskim poetą Andrzeja Bańkowskiego był Stanisław Trembecki.

## Wybrane publikacje

### Książki
- Zmiany morfemiczne w toponimii polskiej (Wrocław 1982)
- Słownik wyrazów obcych PWN (Warszawa 1995; współautor – opracowanie źródeł zapożyczeń wyrazów)
- Etymologiczny słownik języka polskiego, t. 1: A–K & t. 2: L–P (Warszawa 2000)
- Opuscula linguistica selecta (Częstochowa 2011)
- Etymologiczny słownik mowy polskiej, t. 3, cz. 1: R (Częstochowa 2014)

### Artykuły (o charakterze programowym)
- Jerzego Samuela Bandtkiego «Słownik dokładny» [w:] W kręgu semazjologii, leksykologii i terminologii, red. Stanisław Kochman, Opole 1988, s. 25–28.
- Z warsztatu etymologa [w:] Z polonistycznych warsztatów badawczych WSP w Częstochowie, red. Maria Lesz-Duk, Częstochowa 1998, s. 181–189.
- Wstęp autorski [w:] tenże, Etymologiczny słownik języka polskiego, t. 1, Warszawa 2000, s. VII–XLVIII.
- Walory dydaktyczne «Słownika języka polskiego» pod red. W. Doroszewskiego (tomy I–XI) [w:] Czterdzieści lat minęło... Nad «Słownikiem Doroszewskiego», red. Jan Wawrzyńczyk, Warszawa 2009, s. 9–17.
- Komentarz konieczny do tekstu M. Jakubowicz pt. «Z warsztatu badań etymologicznych – od Pokornego do Borysia», „Poradnik Językowy”, z. 5, 2011, s. 94–99.

### Literatura biograficzna
- Kość nie krść – wywiad z prof. Andrzejem Bańkowskim, oprac. Teresa Kruszona, „Gazeta Wyborcza – Stołeczna”, nr 279, 30 listopada 2000, s. 11.
- Wokół archeologii słów i ich funkcjonowania. Księga Jubileuszowa ofiarowana Profesorowi Andrzejowi Bańkowskiemu, red. Stanisław Podobiński, Maria Lesz-Duk, wpółpraca Violetta Jaros, Wydawnictwo WSP, Częstochowa 2001.
- Adam Królikowski, O prof. Andrzeju Bańkowskim [w:] A. Bańkowski, Opuscula linguistica selecta, op.cit., s. 297 (in English) i tył okładki.
- Adam Królikowski, O prof. Andrzeju Bańkowskim, „Res Academicae”, nr 3, Wydawnictwo AJD, Częstochowa 2012, s. 18 (przedruk).
- Adam Królikowski, Andrzej Bańkowski (1931–2014), „Biuletyn Polskiego Towarzystwa Językoznawczego”, t. 70, 2014, s. 15–20.
- Wawrzyniec Rymkiewicz, Nauczyciel języka polskiego [o profesorze Andrzeju Bańkowskim], „Kronos”, nr 4, 2011, s. 262–264.
- Przeszłość w języku zamknięta. In memoriam Andrae Bańkowski. Ogólnopolska Konferencja Naukowa 25–26 października 2016, Akademia im. Jana Długosza w Częstochowie, red. Urszula Wójcik, Violetta Jaros (w druku).